# Веллі-Фоллс (Род-Айленд)
Веллі-Фоллс (англ. Valley Falls) — переписна місцевість (CDP) в США, в окрузі Провіденс штату Род-Айленд. Населення — 12 094 особи (2020).

## Географія
Веллі-Фоллс розташоване за координатами 41°55′25″ пн. ш. 71°23′26″ зх. д. / 41.92361° пн. ш. 71.39056° зх. д. (41.923500, -71.390498).  За даними Бюро перепису населення США в 2010 році переписна місцевість мала площу 9,39 км², з яких 9,07 км² — суходіл та 0,32 км² — водойми.

## Демографія
Згідно з переписом 2010 року, у переписній місцевості мешкало 11 547 осіб у 4536 домогосподарствах у складі 3197 родин. Густота населення становила 1230 осіб/км².  Було 4807 помешкань (512/км²).
Расовий склад населення:
| - 91,7 % — білих - 1,9 % — чорних або афроамериканців - 0,9 % — азіатів - 0,6 % — корінних американців - 2,7 % — осіб інших рас |

До двох чи більше рас належало 2,3 %. Частка іспаномовних становила 7,9 % від усіх жителів.
За віковим діапазоном населення розподілялося таким чином: 21,4 % — особи молодші 18 років, 62,9 % — особи у віці 18—64 років, 15,7 % — особи у віці 65 років та старші. Медіана віку мешканця становила 41,9 року. На 100 осіб жіночої статі у переписній місцевості припадало 92,5 чоловіків;  на 100 жінок у віці від 18 років та старших — 89,9 чоловіків також старших 18 років.
Середній дохід на одне домашнє господарство  становив 73 136 доларів США (медіана — 58 281), а середній дохід на одну сім'ю — 82 962 долари (медіана — 71 269). Медіана доходів становила 46 132 долари для чоловіків та 41 109 доларів для жінок. За межею бідності перебувало 10,0 % осіб, у тому числі 19,5 % дітей у віці до 18 років та 7,2 % осіб у віці 65 років та старших.
Цивільне працевлаштоване населення становило 6911 осіб. Основні галузі зайнятості: освіта, охорона здоров'я та соціальна допомога — 28,7 %, роздрібна торгівля — 14,2 %, виробництво — 13,6 %.